# Juliano Mer-Chamis

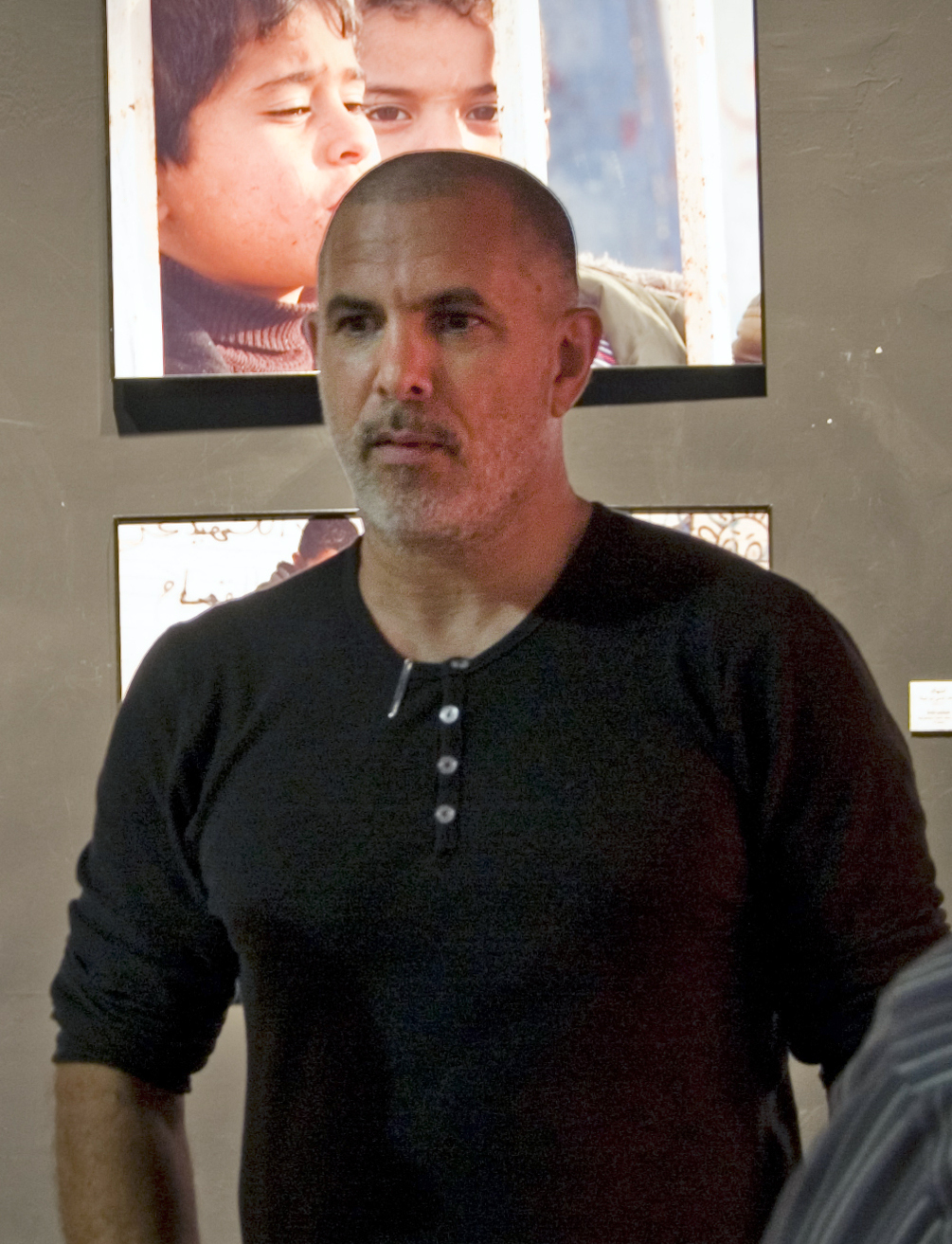
Juliano Mer-Chamis (2010)

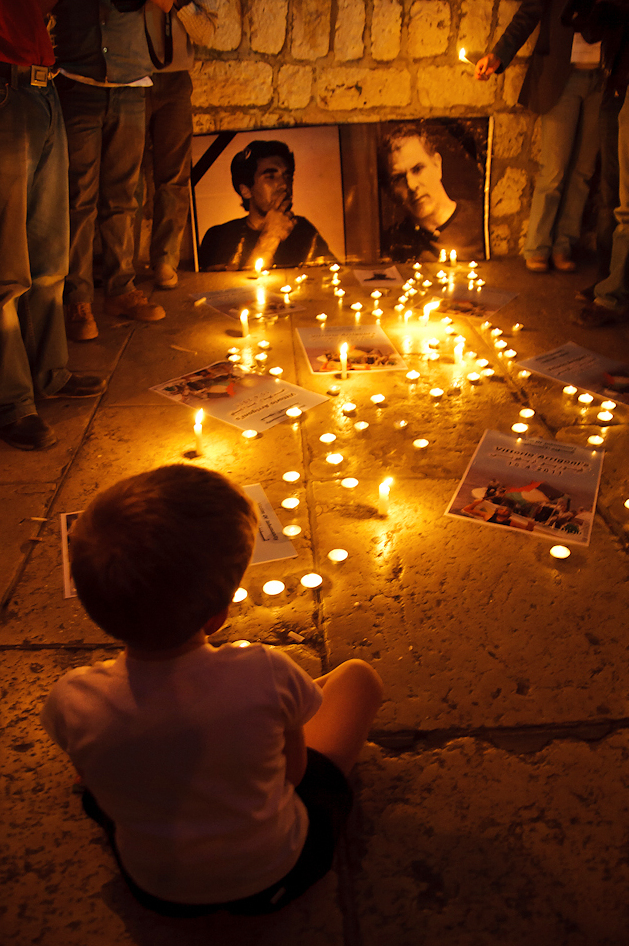
Totenwache in der Kathedrale von Bethlehem zum Gedenken an Vik Arrigoni (links) und Juliano Mer-Chamis

Juliano Mer-Chamis (hebräisch ג'וליאנו מֵר חמיס, arabisch جوليانو مير خميس Dschulyanu  Mir Chamis; * 29. Mai 1958 in Nazaret; † 4. April 2011 in Dschenin, Westjordanland) war ein israelischer Schauspieler, Filmregisseur und politischer Aktivist. Er wurde von einem maskierten Täter im Westjordanland erschossen.

## Leben
Seine Eltern waren beide Kommunisten, sein Vater war Saliba Chamis, ein arabisch-christlicher Israeli aus Nazareth, einer der Führer der Kommunistischen Partei Maki in den 1950er Jahren. Seine Mutter war Arna Mer, eine jüdische Israeli, eine Menschenrechtsaktivistin und Preisträgerin des Right Livelihood Award, die für das Recht der Palästinenser eintrat.
Mer-Chamis diente unter dem Namen seiner Mutter als Mitglied der Fallschirmjäger-Brigade in der israelischen Armee. In einem Interview aus dem Jahre 2009 mit dem israelischen Militär-Rundfunk erläuterte Mer-Chamis seinen Ursprung: „Ich bin zu 100 Prozent Palästinenser und zu 100 Prozent Jude.“
Mer-Chamis bezog auch Stellung im israelisch-arabischen Konflikt und sprach sich stets gegen die israelische Besatzung aus. Ebenso trat er für die Einhaltung der Menschenrechte in den besetzten Gebieten ein. Er scherzte darüber, ein gefährliches „Leben zwischen allen Stühlen“ zu führen.

## Das Theater der Freiheit
Die Idee eines Theaters für Jugendliche geht auf eine Initiative seiner Mutter zurück, die während der Ersten Intifada ein sogenanntes „Steintheater“ gründete, um traumatisierten Jugendlichen im Flüchtlingslager neue Perspektiven zu bieten. 2006 setzte Mer-Chamis das Werk seiner Mutter fort, indem er das Theater der Freiheit in Dschenin gründete, gemeinsam mit Zakaria Zubeidi, dem ehemaligen militärischen Leiter der al-Aqsa-Märtyrerbrigaden in Dschenin, Jonatan Stanczak, einem israelischen Aktivisten schwedischer Abstammung, und Dror Feiler, einem schwedisch-israelischen Künstler.
Das Theater der Freiheit war ein Gemeinschaftstheater, welches Kindern und Jugendlichen des Flüchtlingslagers Dschenin ermöglichen sollte, ihr Talent und ihr Selbstvertrauen zu entwickeln, um sich so in den Dienst eines sozialen Fortschrittes einzubringen. Aufgrund seines internationalen Rufes konnte Mer-Chamis dem Theater zu finanzieller Unterstützung verhelfen und Tourneen ermöglichen. Das letzte Projekt, das Mer-Chamis verwirklichen wollte, war die Pubertätstragödie Frühlings Erwachen von Frank Wedekind. Das Theater wurde wiederholt von konservativen Palästinensern im Westjordanland angefeindet. Es sollen mehrere Drohanrufe getätigt worden sein, auf Flugblättern wurde Stimmung gegen das Theater gemacht, zwei Mal wurden Brandanschläge auf das Theater verübt.

## Ermordung
Mer-Chamis wurde vor seinem Theater im Beisein seines Sohnes von einem maskierten Täter mit fünf Kugeln aus kürzester Entfernung getötet. Bei seiner Ankunft im Krankenhaus in Dschenin konnte nur noch sein Tod festgestellt werden. Die palästinensische Polizei nahm kurz nach dem Attentat eine Person als Hauptverdächtigen fest. Beim Verdächtigen, seines Namens Mujahed Qaniri, soll es sich nach verschiedenen Quellen um ein Hamas-Mitglied oder einen unabhängigen ehemaligen Waffenschmuggler für Islamisten handeln, die Hamas gibt ihn hingegen als Fatah-Mitglied an.

## Filmografie

### Als Schauspieler
Über Jahre hinweg arbeitete Mer-Chamis als israelischer Fernseh- und Kinoschauspieler. Zu seinen Filmen gehören:
- The Little Drummer Girl, 1984
- Za’am V’Tehilah, 1987
- 51 Bar, 1985
- Urs al-Jalil, 1987
- Tel Aviv Stories, 1992
- Zohar, 1993
- Etz Hadomim Tafus, 1994
- Overture 1812, 1997
- Yom Yom, 1998
- Berlin-Yerushalaim, 1989
- Esther, 1986
- Kippur, 2000
- Kedma, 2002
- Tahara, 2004

### Als Produzent
- Arnas Kinder, 2004, Dokumentation, 84 min.